# Jan Merell

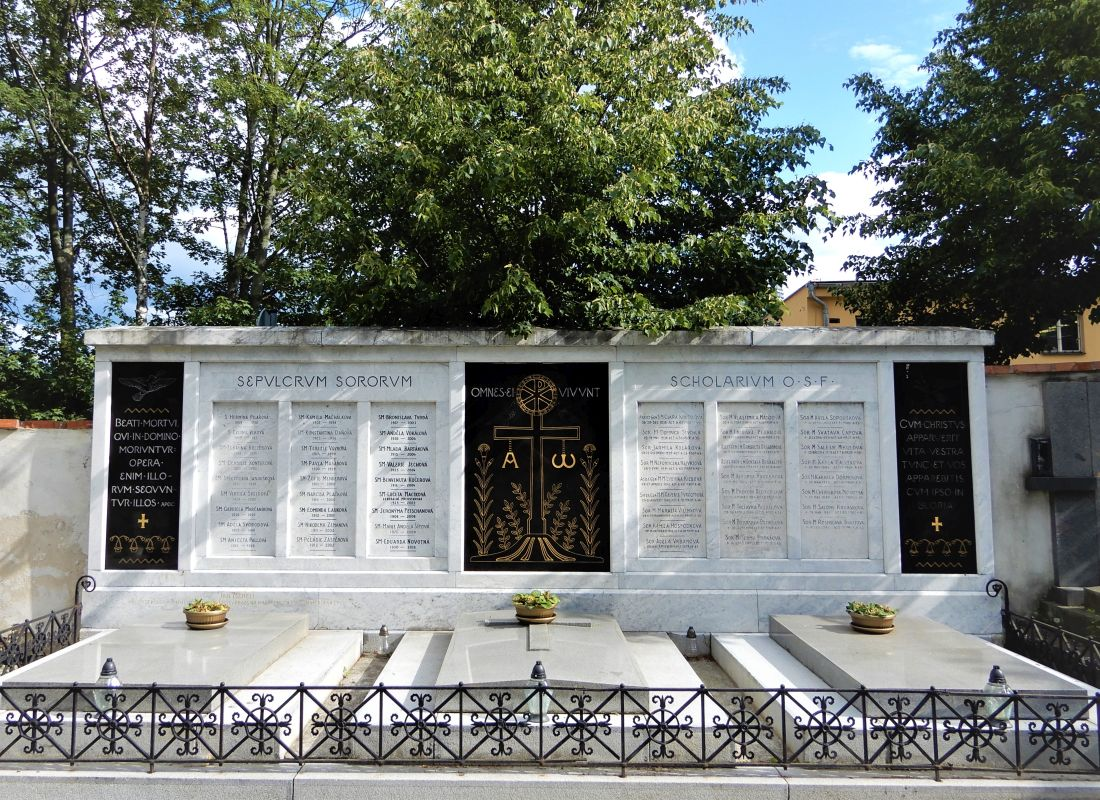
Hrobka školských sester františkánek a Jana Merella na Břevnovském hřbitově

Jan Merell (10. května 1904 Praha – 22. září 1986 Praha) byl český římskokatolický teolog, kněz, novozákonní biblista, profesor a dlouholetý děkan Římskokatolické cyrilometodějské bohoslovecké fakultě v Praze se sídlem v Litoměřicích. Celosvětově se proslavil znovuobjevením papyru P4 s rozsáhlými zlomky textu Lukášova evangelia.

## Studium
Středoškolské vzdělání získal na arcibiskupském gymnáziu v Praze, kde v roce 1923 maturoval.
V letech 1923 až 1927 vystudoval teologii na Katolické teologické fakultě Univerzity Karlovy v Praze a po svém kněžském svěcení v roce 1927 působil v duchovní správě (od září 1927 do srpna 1929 byl kaplanem ve Stříbře a od září 1929 v Praze na Smíchově). Na bohoslovecké fakultě Karlovy univerzity získal doktorát teologie po obhájení disertační práce s názvem Bolest v Písmě sv. Starého a Nového zákona a 28. června 1933 byl promován. Od 1. října 1933 se na téže fakultě stal suplentem biblického studia Nového zákona. 1. prosince 1934 byl jmenován asistentem, jeho jmenování bylo pak opakovaně obnovováno.

Od roku 1934 ve svých studiích pokračoval, nejprve na Papežském biblickém institutu (Pontificium Institutum Biblicum) v Římě do roku 1936, poté na pařížské Sorbonně – Faculté des Lettres (Université de Paris) a École pratique des Hautes Études v Paříži v letech 1936–1937, kde znovuobjevil papyrus z počátku 2. století označovaný jako P4, popsaný částí textu evangelia podle sv. Lukáše; tento nález publikoval v roce 1938. Studoval rovněž v Cambridgi a belgické Lovani.

## Pedagogická činnost a koncentrační tábory
Od 1. října 1937 byl jako asistent pověřen na bohoslovecké fakultě Karlovy univerzity suplováním přednášek Nového zákona. Dne 24. března 1939 se habilitoval pro obor novozákonního studia (soukromý docent), po předložení spisu s názvem Papyry a kritika novozákonního textu. Od 17. listopadu 1939 do 30. září 1942 byl dán na dovolenou a k 30. září 1942 bylo jeho působení na bohoslovecké fakultě Karlovy univerzity ukončeno, vzhledem k násilnému uzavření českých vysokých škol okupačními úřady. V roce 1942–1943 přes zákaz přednášel na Arcidiecézním bohosloveckém učilišti pražském. Nacistická moc jeho počínání hodnotila jako sabotáž říšských předpisů, za což byl 14. srpna 1943 zatčen a uvězněn v terezínské Malé pevnosti a později převezen do koncentračního tábora v Dachau, kde byl až do 29. dubna 1945.

## Období po druhé světové válce
Po skončení druhé světové války byl od 1. června 1945 jmenován asistentem na bohoslovecké fakultě Karlovy univerzity a pověřen suplováním přednášek Nového zákona. Dne 14. listopadu 1946 byl jmenován tamtéž mimořádným profesorem biblického studia Nového zákona a vyšší exegeze, s účinností od 1. října 1945. Dne 15. února 1949 byl navržen na řádného profesora téhož oboru, ke jmenování však nedošlo. V roce 1950 přešel na pražskou cyrilometodějskou bohosloveckou fakultu, od roku 1953 přestěhovanou do Litoměřic. 2. října 1950 byl na této fakultě jmenován profesorem pro obor Nového zákona (s účinností od 1. září 1950) a zároveň vedoucím katedry biblických oborů. 17. října 1950 byl jmenován proděkanem pro roky 1950–1952, následně 26. června 1952 i pro roky 1952–1954. Dne 1. listopadu 1954 byl jmenován děkanem, jmenování pak bylo opakováno až do 31. srpna 1974. K témuž dni byl odvolán z funkce vedoucího katedry biblických oborů a jeho působení bylo ukončeno odchodem do důchodu. Od 15. září 1974 do 30. června 1975 přednášel v rámci tzv. čestného roku. Až do své smrti pak působil jako výpomocný duchovní v kostele sv. Václava v Praze-Dejvicích a příležitostně také v kostele Všech svatých na Pražském hradě.

## Životní odkaz
Se svou zkušeností z období druhé světové války se ve funkci děkana CMBF snažil nedopustit, aby se stalo něco podobného, a v rámci možností hájil autonomii fakulty proti dobovým tlakům. Byl autorem řady publikací z oblasti teologie, poradcem československých účastníků druhého vatikánského koncilu a také proboštem Kolegiátní kapituly Všech svatých na Hradě pražském. Zemřel 22. září 1986 v Praze.

### stati
V letech 1929–1940 každoročně publikoval v časopise Sursum, v letech 1948-1970 pravidelně v Československém časopise historickém, nepravidelně ve Filosofické revui, Přítomnosti a dalších časopisech.

### knihy
- Sv. Karel Borromejský, profesoři bohosloveckého učiliště řádu dominikánského, Olomouc: Krystal 1934. 56 s.
- Farizeus a publikán, Josef Čihák, Praha 1936
- Nouveaux fragments du papyrus 4, Paris: J. Gabalda et compagnie 1938. 18 s.
- Papyrologie a Nový zákon, Československá akciová tiskárna 1938. 33 s.
- Papyry a kritika novozákonního textu, V Praze: Dědictví sv. Prokopa 1939. 145 s.
- Svatý Pavel, apoštol národů, Vítězové, Olomouc: Krystal 1940. 54 s.
- Starokřesťanské apokryfy, V Praze: Vyšehrad 1942. 41 s.
- Slovo boží – překlad a výklad listů sv. Pavla ze zajetí, Praha: Kropáč a Kucharský 1942. 215 s.
- Úvod do četby Nového zákona (1. vydání), Universum, Praha 1947
- Výklad evangelia sv. Marka, Ústřední svaz československého studentstva, Praha 1949
- Úvod do Nového zákona – 2. část zvláštní (1. vydání), Ústřední svaz československého studentstva, Praha
- Studium a četba Bible – Podle encykliky Pia XII. „O časovém podporování biblických studií“, Václav Kotrba, Praha, n.s. 1949. 142 s.
- Historia infantiae – Exegetické pozn. k 1. a 2. kapitole evangelia sv. Matouše a Lukáše, Praha: Česká katolická Charita 1951. 106 s.
- Úvod do četby Nového zákona (2. vydání), Vyšehrad, Praha 1952. 271 s. (předchozí vydání: V Praze: Universum 1947)
- Bible v životě a kultuře našeho lidu, Praha 1953
- Výklad evangelia sv. Marka, Ústřední církevní nakladatelství, Praha 1953
- Bible v českých zemích od nejstarších dob do současnosti, Praha: Ústřední církevní nakladatelství 1956. 119 s.
- Úvod do Nového zákona – 1. část všeobecná (2. vydání), Ústřední církevní nakladatelství, Praha 1960
- Jan MERELL a kolektiv: Slova života – Věcná konkordance textů Písma svatého, Ústřední církevní nakladatelství, Praha 1960
- Exegese nedělních a svátečních perikop (2. vydání), Ústřední církevní nakladatelství, Praha 1961
- Mluví k nám sv. Pavel, Ústřední církevní nakladatelství, Praha 1962. 82. s.
- Úvod do Nového zákona – 2. část zvláštní (2. vydání), Ústřední církevní nakladatelství, Praha 1963
- Jan MERELL a kolektiv: Malý bohovědný slovník, Ústřední církevní nakladatelství, Praha 1963
- Kázání na hoře – výklad a úvahy na 5.–6. kap. evangelia sv. Matouše, Ústřední církevní nakladatelství, Praha 1964. 88 s.
- Nedělní a sváteční evangelia, Ústřední církevní nakladatelství, Praha 1965. 197 s.
- Exegese nedělních a svátečních perikop (3. vydání), Ústřední církevní nakladatelství, Praha 1967. 136 s.
- Kristova podobenství, Ústřední církevní nakladatelství, Praha 1969. 104 s.
- Úvod do Nového zákona (3. vydání), Ústřední církevní nakladatelství, Praha 1970
- Cesty k dnešní katolické biblistice, Ústřední církevní nakladatelství, Praha 1971. [28 s., 1. stať 20 s.]
- Radostná zvěst Nového zákona, Ústřední církevní nakladatelství, Praha 1973. 150 s.
- Listy apoštola Pavla z vězení – překlad a výklad listu k Efesanům a Kolosanům, Ústřední církevní nakladatelství, Praha 1976. 140 s.
- Úvod do Nového zákona (4. vydání), Ústřední církevní nakladatelství, Praha 1979
- Setkání s Ježíšem na Hoře, v podobenstvích, u Jezera s učedníky – Výklad biblických textů, meditace, modlitby (1. vydání), Ústřední církevní nakladatelství, Praha 1984. 287 s.
- Setkání s Ježíšem na Hoře, v podobenstvích, u Jezera s učedníky – Výklad biblických textů, meditace, modlitby (2. vydání), Ústřední církevní nakladatelství, Praha 1987
- Setkání s Ježíšem na Hoře, v podobenstvích, u Jezera s učedníky – Výklad biblických textů, meditace, modlitby (3. vydání), Ústřední církevní nakladatelství, Praha 1990
- Úvod do Nového zákona (5. vydání), Karolinum, Praha 1991. 124 s.